# Flagship
FlagShip - об'єктно-орієнтована та процедурна мова програмування, на основі діалекту мови xBase. FlagShip доступний на різних платформах: Linux, UNIX та Microsoft Windows. Як компільована мова, вона перекладає популярну мову баз даних четвертого покоління xBase на  32-бітний або 64-бітний машинний код.